# SG Oftersheim
Die SG Oftersheim ist ein Sportverein aus dem kurpfälzischen Oftersheim. Der Verein hat etwa 1000 Mitglieder in den Abteilungen Fußball und Tennis. Die Vereinsfarben der SG Oftersheim sind grün und weiß. Neben zwei aktiven Seniorenmannschaften und einer Frauenmannschaft repräsentieren etwa 25 Juniorenteams und sechs Juniorinnenteams den Vereinsnamen im Fußballkreis Mannheim.

## Geschichte
Der Verein entstand am 1. Juni 1975 als SG DJK/FV Oftersheim durch die Fusion des 1911 gegründeten FV Oftersheim mit der 1919 gegründeten DJK Oftersheim. Erste größere Aufmerksamkeit erlangten die Fußballer der SG mit dem Aufstieg in die Verbandsliga Baden im Jahr 1979. Nach dem Abstieg aus der Verbandsliga im Jahr 1983 gelang der SG 1991 der Wiederaufstieg. 1996 wurde der Verein Meister der Verbandsliga und stieg unter Trainer Reiner Hollich in die Oberliga Baden-Württemberg auf. In der Oberliga war die SG chancenlos und stieg als Tabellenletzter mit nur 11 Punkten und 27:104 Toren direkt wieder ab. Damit belegt die SG den letzten Platz in der ewigen Tabelle der Oberliga Baden-Württemberg. Nach dem Oberligaabstieg hielt sich der Verein auch nicht mehr lange in der Verbandsliga und stieg 1999 erneut ab. Die Talfahrt ging von Jahr zu Jahr weiter, bis der Verein 2001 in der Kreisklasse A Mannheim ankam, wo man fünf Jahre verweilen musste. Im Frühjahr 2007 erfolgte der Austritt aus dem DJK-Verband und die Umbenennung in SG Oftersheim. Zwischenzeitlich gelang nochmals die Rückkehr in Landesliga Rhein-Neckar, derzeit spielt die 1. Herrenmannschaft in der Kreisliga Mannheim.

## Erfolge
- 1 × Meister Verbandsliga Nordbaden (SG): 1996
- 2 × Meister Landesliga Rhein-Neckar (SG): 1979, 1991

## Bekannte ehemalige Spieler
- Kenneth Kronholm, Fußballprofi
- Rüdiger Patzschke, Fußballprofi
- Max Moerstedt, Fußballprofi
- Michael Nees, Fußballnationaltrainer von Simbabwe, Ruanda und der Seychellen
- Christian Titz ,Fußballtrainer von Hannover 96, SC Magdeburg, Hamburger Sport Verein
- Daniel Mingrone, Fußballspieler von Kickers Offenbach , SV Sandhausen , SV Werder Bremen Jugend
- Mario Benincasa , Fußballspieler von SV Waldhof Mannheim
- Vincent Schwab ,Fußballspieler von SV Stuttgarter Kickers, TSV Steinbach Haiger , SV Eintracht Trier, SV Sandhausen
- Luca Pedretti, Fußballspieler Torwart VFR Mannheim, Wormatia Worms, SV Waldhof Mannheim